# Scytodes tyaiapyssanga
Scytodes tyaiapyssanga är en spindelart som beskrevs av Cristina A. Rheims och Antonio D. Brescovit 2006. Scytodes tyaiapyssanga ingår i släktet Scytodes och familjen spottspindlar. Inga underarter finns listade i Catalogue of Life.